# Videodrome
Videodrome (pt: Experiência Alucinante — br: Videodrome - A Síndrome do Vídeo) é um filme de suspense , terror e ficção científica canadense de 1983, realizado por David Cronenberg.

## Resumo
Videodrome - A Síndrome do Vídeo é ambientado em Toronto, Canadá.
Max Renn é o diretor da CIVIC-TV, uma pequena emissora de TV a cabo que usa um satélite pirata, operado pelo melhor amigo de Max, Harlan, para transmitir programas de TV de pequenos canais estrangeiros, assim permitindo que Max evite pagar os direitos de exibição. Porém, devido a isso, a grade da CIVIC-TV consiste apenas de filmes ultraviolentos de baixo orçamento e pornografia barata. A busca de Max por um programa que torne a CIVIC-TV relevante e popular termina quando Harlan descobre "Videodrome", um programa aparentemente exibido na Malásia, onde pessoas são torturadas violentamente e mortas em frente às câmeras. Acreditando que o futuro da TV está em filmes snuff forjados, Max começa a transmitir "Videodrome".
Max é chamado para defender a exibição de "Videodrome" no programa de rádio de sua namorada, a psiquiatra sadomasoquista Nicki Brand. Lá, Max conhece o Professor Brian O'Blivion, um filósofo e analista de cultura pop que se recusa a fazer aparições públicas, preferindo transmitir de seu estúdio particular, e que acredita que, no futuro, a TV irá substituir todas as relações sociais da humanidade. Mais tarde, Nicki convence Max a mostrar "Videodrome" a ela e os dois fazem sexo enquanto assistem ao programa. Porém, a transmissão é cortada. No dia seguinte, Max visita Harlan, que descobre que o problema partiu do estúdio que produz o programa, na verdade localizado em Pittsburgh, Pennsylvania. Nicki decide viajar até lá para participar do programa.
Nicki desaparece, e Max entra em contato com sua amiga Marsha, uma pornógrafa feminista, para descobrir a verdade sobre "Videodrome". Ela revela que os assassinatos no programa são reais, e que "Videodrome" é a face pública de um movimento com fins malignos. Max é direcionado até O'Blivion, que sabe mais sobre "Videodrome". Max visita uma Missão onde O'Blivion dá comida e abrigo a desabrigados e os força a assistir TV 24h por dia. Lá, Max conhece a filha de O'Blivion, Bianca, e descobre que O'Blivion está morto, e suas mais recentes aparições públicas são gravações feitas anos antes. Bianca revela que "Videodrome" é uma arma na batalha pelas mentes da raça humana. 
Max começa a ter alucinações e sofrer uma mutação corporal, em que um orifício emerge de seu estômago, e com quem Max começa a ter um relacionamento disfuncional. Bianca revela que isso é um efeito colateral de assistir "Videodrome", que também causa tumores cerebrais. Mais tarde, Max é contatado pela produtora de "Videodrome", A Corporação Óptica Espetacular, uma empresa que produz óculos, e é na verdade uma fachada para a divisão de fabricação de armas da OTAN. O presidente da COE, Barry Convex, revela que O'Blivion os ajudou a criar um aparelho chamado Acumulador de Imagens, um sistema de visão noturna que funcionava em ambientes sem fontes de luz. Porém, os testes revelaram que o Acumulador emitia um sinal que danificava as mentes das pessoas expostas a ele, dando-lhes o poder de manipular a realidade até eles desenvolverem tumores mortais.
Convex matou O'Blivion quando este descobriu o verdadeiro efeito do Acumulador, e iniciou um programa para transmitir "Videodrome" em rede nacional, expondo os mais fracos integrantes da raça humana, aqueles obcecados com pornografia e violência, ao sinal para que eles fossem eliminados, permitindo que uma nova sociedade, mais forte, se erguesse. Convex coloca uma fita de vídeo com uma sugestão pós-hipnótica no orifício de Max, forçando-o a matar todos os empregados da CIVIC-TV e tentar matar Bianca, porém, ela consegue desprogramar Max e inserir uma nova fita, ordenando-o que ele destrua a COE. Max mata Harlan, que ajudou Convex a expor Max a "Videodrome" para usá-lo como um agente, e depois mata Convex em frente aos funcionários da COE.
Procurado pela polícia, Max se esconde em um barco abandonado, onde encontra um aparelho de TV transmitindo "Videodrome". Nicki aparece na tela, e conta a Max que ele feriu o Programa Videodrome, mas, para destruí-los, ele precisa abandonar a velha carne. Max assiste a si mesmo no Videodrome, cometendo suicídio. O sangue sai da TV e tinge as paredes do barco de vermelho, tornando-o idêntico ao set de "Videodrome". Max grita "Vida longa à nova carne!" e comete suicídio.

## Elenco
- James Woods — Max Renn
- Sonja Smits — Bianca O'Blivion
- Debbie Harry — Nicki Brand
- Peter Dvorsky — Harlan
- Leslie Carlson — Barry Convex
- Jack Creley — Brian O'Blivion
- Lynne Gorman — Masha
- Julie Khaner — Bridey
- Reiner Schwartz — Moses
- David Bolt — Raphael
- Lally Cadeau — Rena King
- Henry Gomez — Brolley

## Prémios e nomeações
- Ganhou o prémio de Melhor Filme de Ficção Científica no Brussels International Festival of Fantasy Film